# Chuột Mickey
Chuột Mickey (phát âm như Mích-ki) là nhân vật hoạt hình của điện ảnh Hoa Kỳ, là biểu tượng của hãng phim Walt Disney Animation Studios thuộc Công ty Walt Disney. Một chú chuột nhân hóa thường mặc quần đùi đỏ, giày to màu vàng và găng tay trắng, Mickey là một trong những nhân vật hư cấu dễ nhận biết nhất trên thế giới.

Mickey trong The Band Concert (1935)

Mickey trong Fantasia (1940)

Mickey lần đầu tiên xuất hiện trong phim ngắn Plane Crazy và ra mắt chính thức trong phim ngắn  Steamboat Willie (1928). Chú được tạo ra để thay thế cho một nhân vật Disney trước đây là Oswald the Lucky Rabbit, một trong nhữngphim hoạt hình có âm thanh đầu tiên. Chú tiếp tục xuất hiện trong hơn 130 bộ phim, bao gồm The Band Concert (1935), Brave Little Tailor (1938), và  Fantasia (1940). Mickey chủ yếu xuất hiện trong các bộ phim ngắn, nhưng đôi khi cũng xuất hiện trong các bộ phim dài tập. Mười trong số các phim hoạt hình của Mickey đã được đề cử cho Giải thưởng Viện hàn lâm cho Phim ngắn hoạt hình hay nhất, một trong số đó là Lend a Paw đã giành được giải thưởng năm1941. Năm 1978, Mickey trở thành nhân vật hoạt hình đầu tiên có một ngôi sao trên Đại lộ Danh vọng Hollywood.
Bắt đầu từ năm 1930, Mickey xuất hiện rộng rãi trong truyện tranh và truyện ngắn. Chuột Mickey chủ yếu là do họa sĩ Floyd Gottfredson vẽ trong suốt 45 năm. Mickey cũng xuất hiện trong các cuốn truyện như  Mickey Mouse, Topolino của Disney Italy,MM - Mickey Mouse Mystery Magazine và Wizards of Mickey . Mickey cũng xuất hiện trong các loạt phim truyền hình như Câu lạc bộ chuột Mickey (1955–1996) và những bộ phim khác. Chú xuất hiện trên các phương tiện truyền thông khác như trò chơi điện tử cũng như các sản phẩm buôn bán và là một nhân vật có thể gặp tại các công viên Disney.
Mickey thường xuất hiện cùng với bạn gái là Chuột Minnie, chú chó cưng Pluto, những người bạn khác như Vịt Donald và Goofy, cũng như kẻ địch không đội trời chung của chú là Pete, trong số những nhân vật khác (xem vũ trụ chuột Mickey). Mặc dù tạo hình ban đầu là một kẻ lừa đảo đáng yêu táo tợn, Mickey đã thay đổi dần theo thời gian thành một người tốt, thường được coi là một anh hùng trung thực và tốt bụng. Năm 2009, Disney bắt đầu xây dựng lại thương hiệu cho nhân vật này bằng cách ít nhấn mạnh hơn vào tính cách thân thiện, tốt đẹp của chú và giới thiệu lại những khía cạnh phiêu lưu và bướng bỉnh hơn trong tính cách, bắt đầu với trò chơi điện tử Epic Mickey.

#### Nguồn gốc

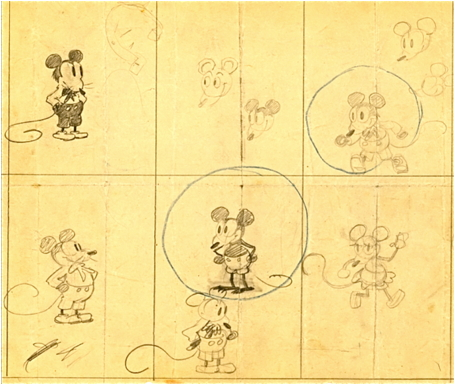
Bản phác thảo của Mickey từ đầu năm 1928, từ bộ sưu tập The Walt Disney Family Museum. Các bản phác thảo là những bản vẽ nhân vật được biết đến sớm nhất.

### Ra mắt (1928)

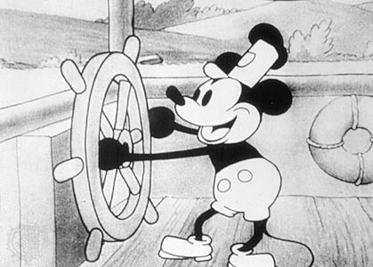
Lần đầu tiên Mickey xuất hiện là trong Steamboat Willie (1928)

### Truyền hình và các bộ phim sau này

Chuột Mickey xuất hiện trong thời Paul Rudish và thời hiện đại.

### Truyện tranh

Mickey và Horace Horsecollar từ dải truyện hàng ngày của chuột Mickey; Floyd Gottfredson sáng tác và xuất bản tháng 12 năm 1932

## Chân dung

Bóng của đầu chuột Mickey đã trở thành một hình ảnh mang tính biểu tượng.

### Diễn viên lồng tiếng

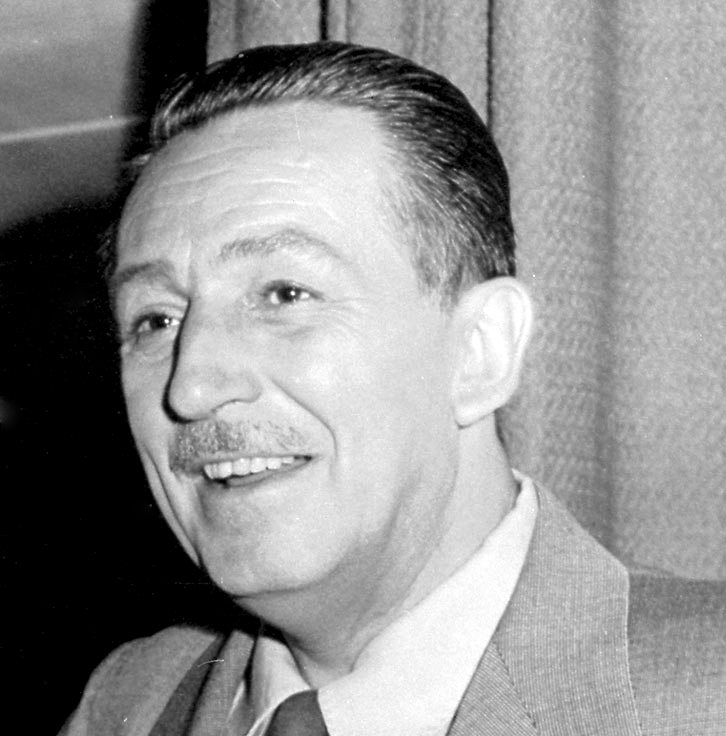
Walt Disney (1901–1966), đồng sáng tạo ra chuột Mickey và là người sáng lập Công ty Walt Disney, cũng chính là giọng nói ban đầu của Mickey.

### Công viên Disney

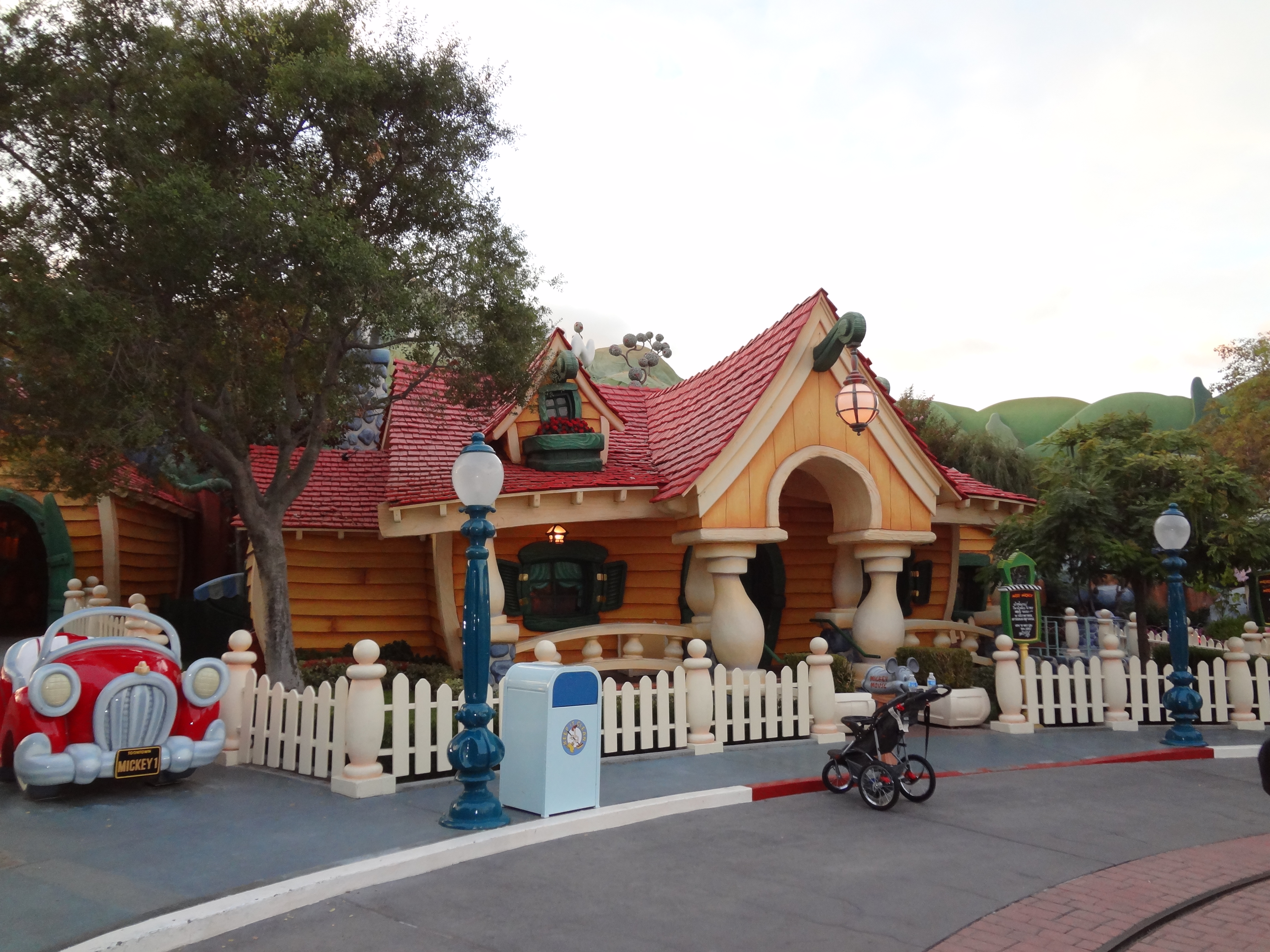
Nhà của Mickey tại Mickey's Toontown

## Giải thưởng và danh hiệu

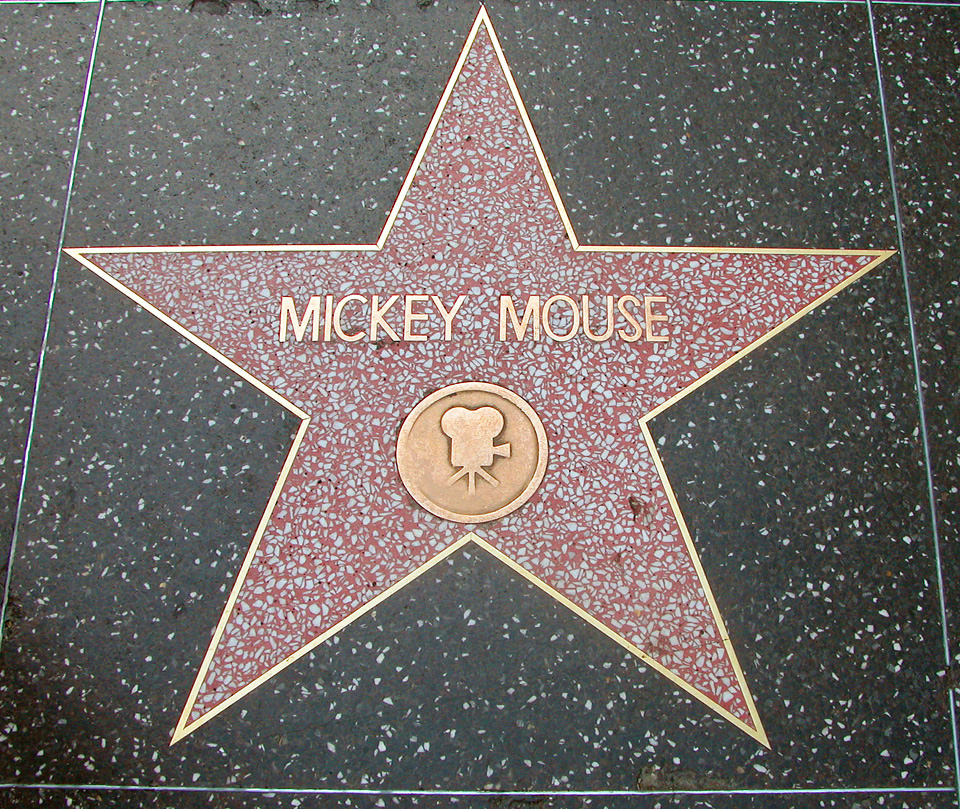
Ngôi sao của Mickey trên Đại lộ Danh vọng Hollywood

## Lịch sử

### Phim